# 108 Hecuba
A 108 Hecuba egy kisbolygó a Naprendszerben. Karl Theodor Robert Luther fedezte fel 1869. április 2-án.